# Formatge de pasta tova amb pell rentada

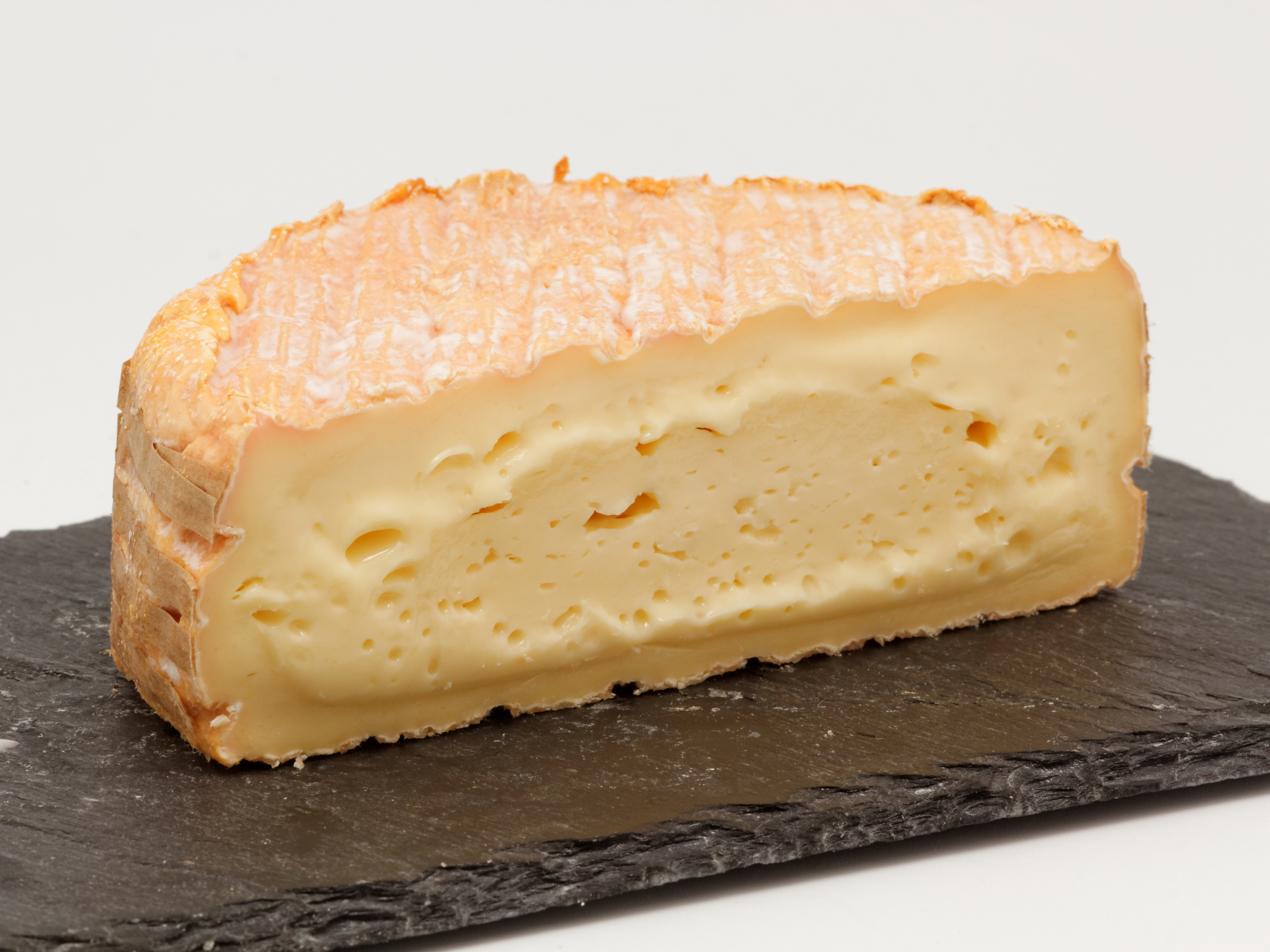
Un livarot

El formatge de pasta tova amb pell rentada (o escorça rentada) és una gran família de formatges amb diferents tècniques de fabricació. El seu nom prové de les característiques reològiques de la pasta i per la rentada de la superfície (anomenada escorça o pell) durant la seva maduració.
Els formatges de pasta tova són aquells que la massa no es premsa en el motlle, de curta maduració i que han patit com a mínim la fermentació làctica de la lactosa de la llet. Per definició, són tendres, humits, poc salats, cremosos i la majoria untuosos i, fins i tot, untables. En aquest cas, els de pell rentada, se'ls hi va fregant l'escorça, durant la seva curta maduració, amb una salmorra lleugera i llevats que els donen una coloració ataronjada i una olor amoniacal intensa. Són formatges que s'elaboren principalment a França i Itàlia, com ara els pont-l'évêque, livarot, époisses, munster, vacherin, taleggio o robbiola, però també s'elaboren a altres llocs, com ara el Tou dels Til·lers (de Sort, al Pallars Sobirà), el Niolo cors, el Rodoric belga o el Kénogami quebequès. Tenen un sabor i aroma intensos que no deixen indiferent. Es consumeixen sols, al final dels àpats, amb torrades o pa integral, fruites dolços i vins blancs abocats o dolços, servits ben freds.